# Сражение при Кидуктосе
Сражение при Кидуктосе — одно из сражений во время восстания Фомы Славянина, произошедшее в марте или апреле 823 года между войсками повстанцев и пришедшими на помощь Византии войсками болгарского хана Омуртага.

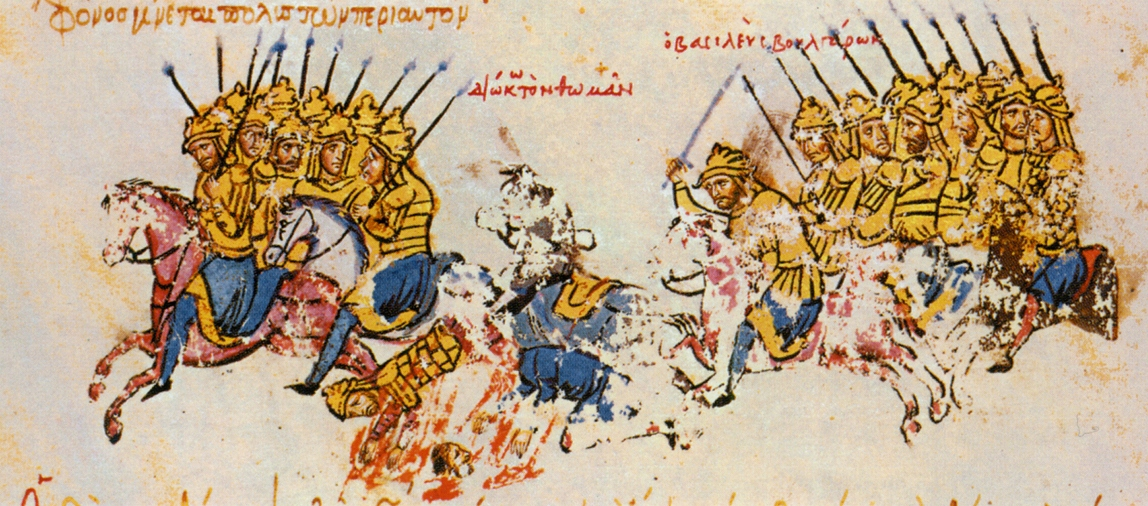
Сражение при Кидуктосе. Миниатюра

## Предыстория
Упорство повстанческой армии, осадившей Константинополь с декабря 821 года, не отступавшей, несмотря на многократные успешные вылазки правительственных войск, невзирая на тяжесть понесенных потерь, на трудности продолжавшейся всю зиму осады, делало положение правительства критическим. Перед императором открывалась перспектива неминуемой сдачи города. Изменить положение могло лишь вмешательство новой силы. Византийский летописец Георгий Амартол сообщает, что император Михаил обратился за помощью к болгарскому хану Омуртагу. 

## Ход сражения
Омуртаг спустился со значительными силами с горных высот Хемуса и прошел по пути на Адрианополь и Аркадиополь. Когда вести о приближении болгарской армии дошли до повстанцев, Фома решил прервать продолжавшуюся уже целый год осаду Константинополя и дать сражение. Вся сухопутная армия снялась с позиций под Константинополем и двинулась навстречу войскам Омуртага. Лишь незначительное количество военных судов, стоявших в водах Золотого Рога, было оставлено на старых местах.
Болгарская армия, пройдя через Аркадиополь до берегов Пропонтиды, остановилась в районе между Гераклеей и Силиври, в местности, именовавшейся Кидуктос (κατά τόν Κηδούκτου χώρον). В происшедшей здесь ожесточенной битве болгарских войск с подошедшей армией Фомы болгары понесли большие потери. По словам летописца Георгия Амартола, многие из их числа были убиты Фомой и его сторонниками. Однако Генезий и Продолжатель Феофана сообщают, что Фома потерпел поражение. 

## Результаты
Фома  Славянин был вынужден в результате происшедшего сражения отступить в горы. Болгары же, нагруженные добычей, ушли. Несмотря на полученный удар, Фома собрал оставшиеся силы в равнине Диабазис, удобно расположенной с запада на подступах к Константинополю, готовясь дать сражение правительственным войскам. 